# Couvent des Petits Pères
Le couvent des Petits Pères ou couvent des Augustins déchaussés était un monastère parisien fermé en octobre 1791 dont les bâtiments détruits en 1858 étaient situés à l’emplacement de l’actuelle mairie du 2e arrondissement, de la caserne des Petits Pères et de la rue de la Banque. 
Seule subsiste la chapelle du couvent, aujourd'hui basilique Notre-Dame-des-Victoires, située place des Petits-Pères.

## Fondation
Les Augustins déchaussés étaient issus d'une réforme de l'ordre des ermites de l’ordre de Saint-Augustin.  
Les Augustins déchaussés de la congrégation de France, établis sur la rive gauche puis dans le Dauphiné, revinrent à Paris en 1619. Ils achetèrent, en 1628, un terrain au bord du chemin Herbu (actuelle rue Notre-Dame-des-Victoires), dans un quadrilatère compris actuellement entre la  rue de la Banque, la rue des Petits-Pères, la rue Notre-Dame des Victoires et la place de la Bourse.
L'origine de cette dénomination de « Petits Pères » est incertaine. Elle pourrait venir de la petitesse de leur première maison ou de l'exclamation d'Henri IV apercevant deux de ces religieux qui aurait demandé qui étaient ces deux petits pères-là.
Leur couvent fut déclaré fondation royale par Louis XIII. La première pierre de l’ église consacrée à Notre-Dame-des-Victoires après le succès du siège de La Rochelle sur les Protestants fut posée le 9 décembre 1629 en présence du roi. Les bâtiments du couvent furent construits sur les plans de l’architecte Galopin. 

## Développement
La reconstruction de l’église, devenue trop petite, et celle du couvent furent entreprises à partir de 1656 sur les plans de l’architecte Pierre Le Muet et poursuivies par Libéral Bruant et Gabriel Leduc jusqu’à l’achèvement des travaux en 1740.
Sur un plan carré, le couvent comportait un double cloître, quatre dortoirs communiquant avec de nombreuses cellules, un réfectoire orné de tableaux représentant la vie de saint Augustin, un cabinet des médailles orné de tableaux du Caravage, du Titien et une bibliothèque de 40 000 volumes à la Révolution. 
Le domaine incluait un grand jardin et des constructions données en location par les Petits Pères.
Le couvent était l’un des plus importants de Paris avec 61 religieux en 1768 et l’un des plus riches avec un  revenu annuel de plus de 10 000 livres. Ce revenu était absorbé, en partie, par les intérêts des emprunts contractés pour construire l’église, mais il permettait aussi un mode de vie fastueux, favorisé par des réformes qui avaient adouci les règles originelles.  
Une réforme de 1746 les ayant autorisés à porter des chaussures, les Petits Pères prirent le nom d’« Augustins réformés ». En 1752, sur ordre du pape, ils durent quitter leur longue barbe.

## Suppression du couvent
Les moines furent dispersés en octobre 1791. L'église, érigée en paroisse, fut ensuite fermée et servit de salle de réunion à la Société populaire et patriotique du Mail. Elle fut rendue au culte paroissial en 1809.
La place des Petits-Pères fut ouverte en 1805 sur la cour de l'ancien couvent. 
Les bâtiments monastiques, devenus propriété nationale, furent détruits en 1858 pour construire la caserne des Petits Pères et la mairie du 2e arrondissement et ouvrir la rue de la Banque.

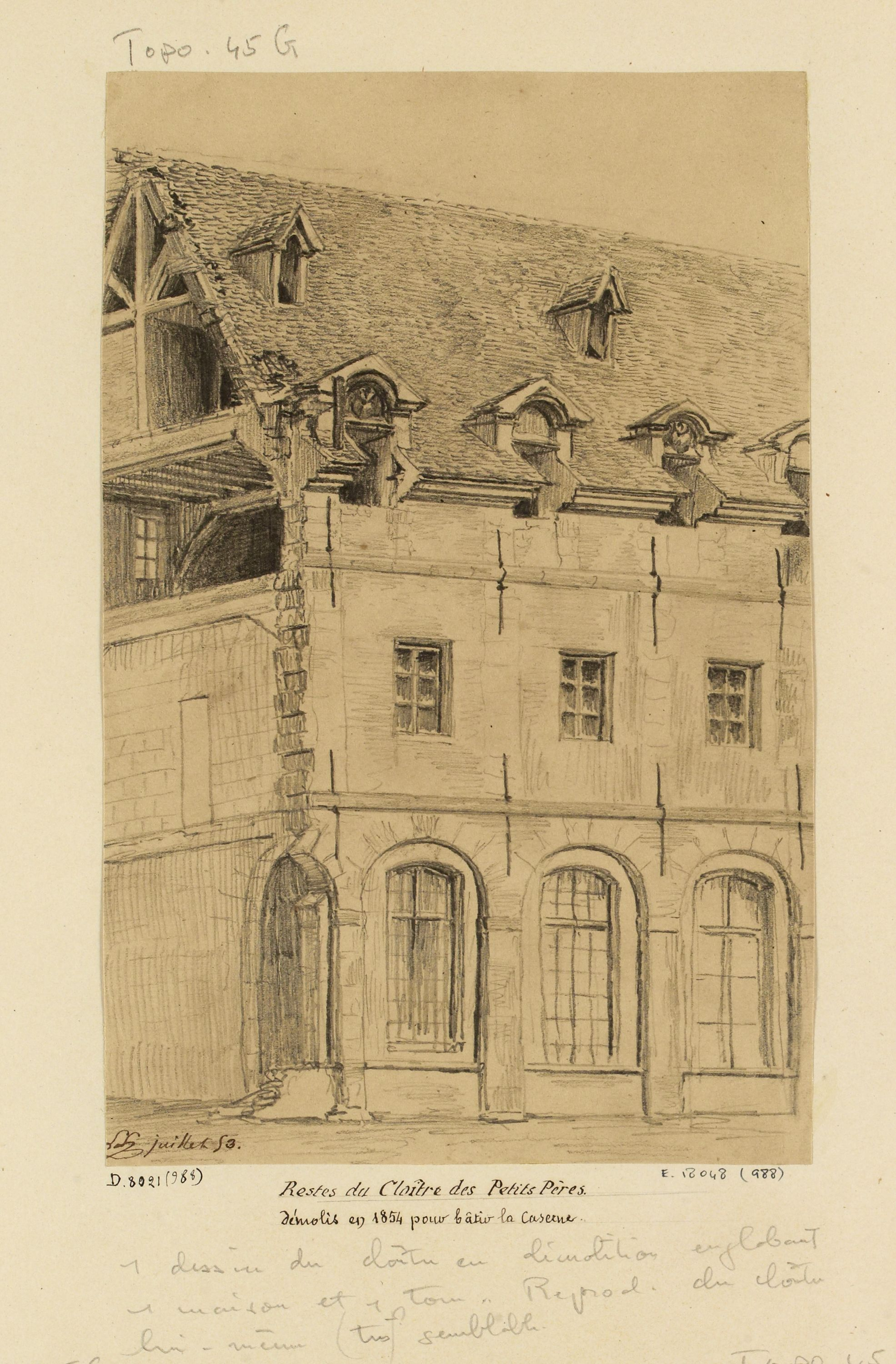
Restes du cloître des Petits Pères démoli en 1854 pour bâtir la caserne.
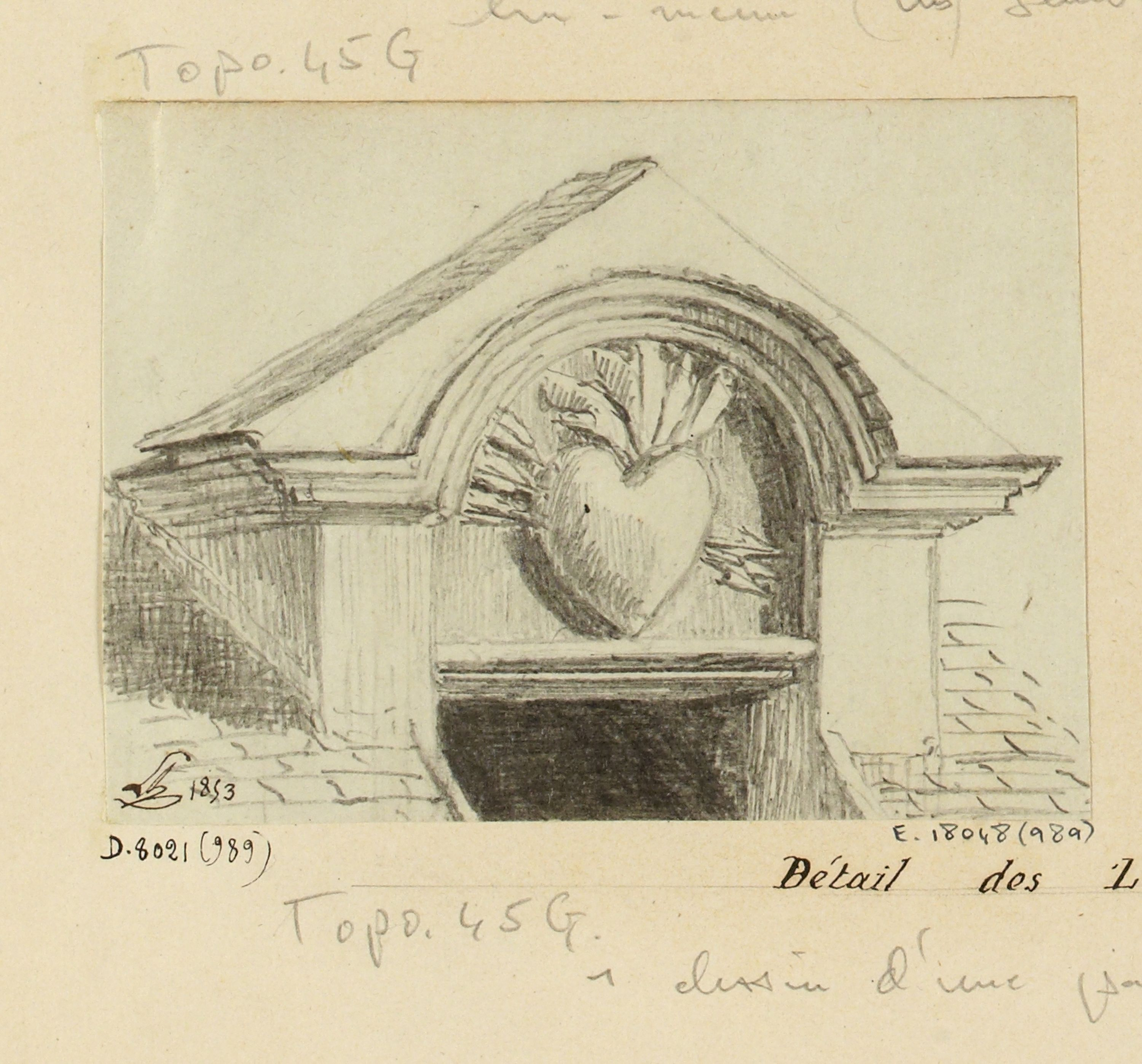
Détail des lucarnes du bâtiment démoli en 1854.
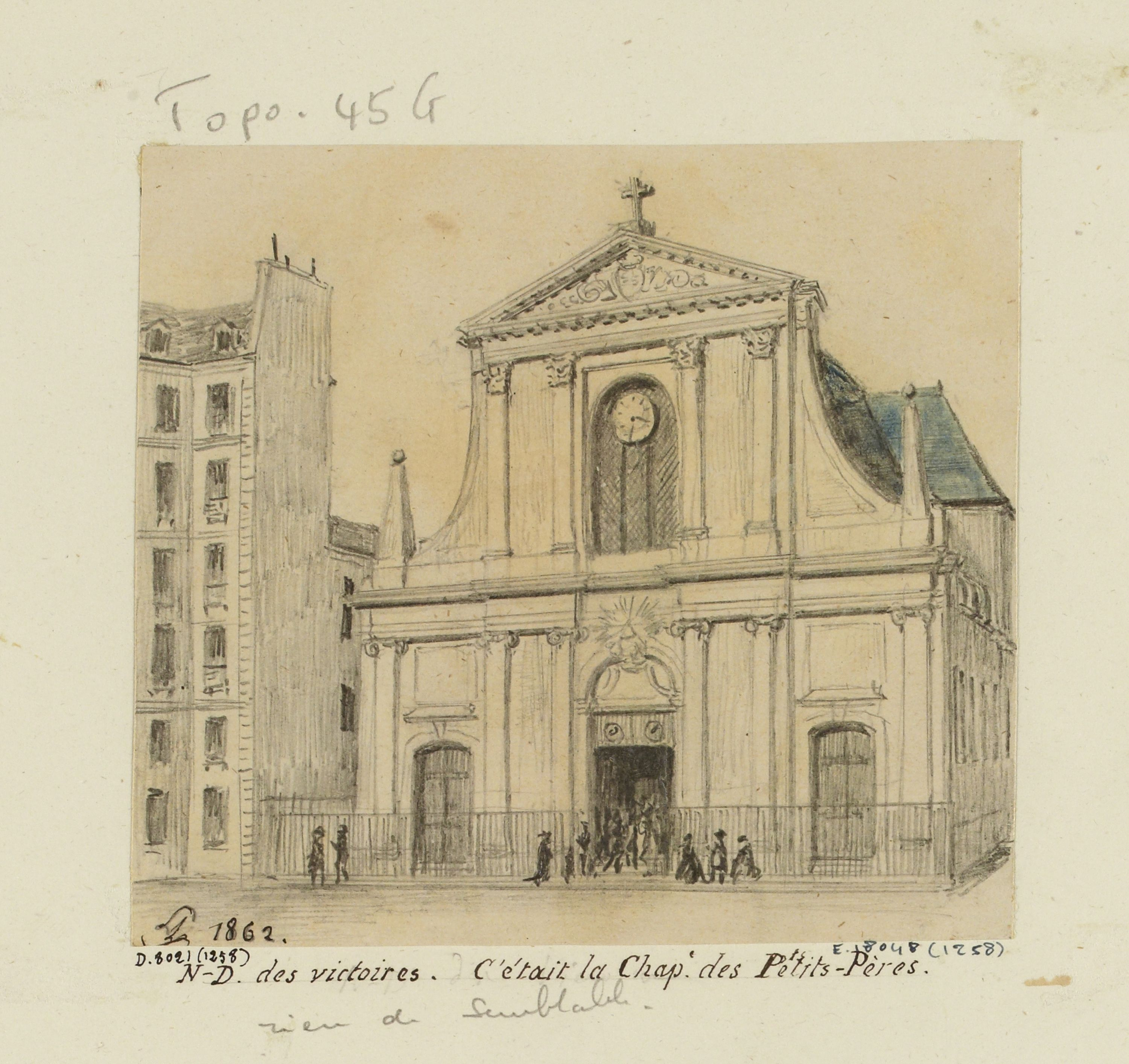
La basilique Notre-Dame-des-Victoires, ancienne chapelle des Petits Pères.